# Zsombor Jéger

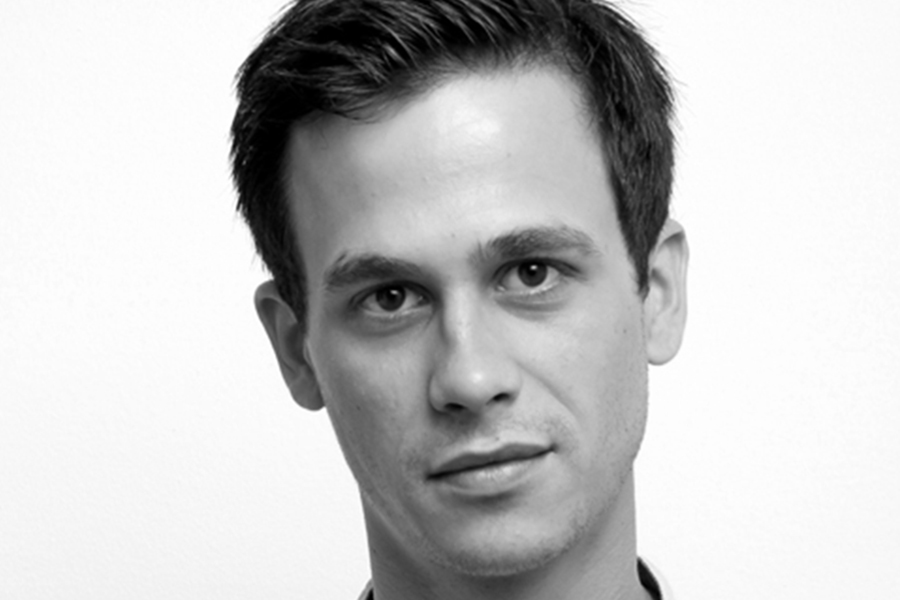
Zsombor Jéger (2016)

Zsombor Jéger (* 16. März 1991 in Debrecen) ist ein ungarischer Synchronsprecher, Theater- und Filmschauspieler und Musicaldarsteller.

## Leben
Zsombor Jéger wurde 1991, ein Jahr nach dem Fall des Eisernen Vorhangs, in Debrecen, im östlichen Teil Ungarns, etwa 30 Kilometer westlich der Grenze zu Rumänien, geboren. Im Alter von fünf Jahren spielte er an der Seite von Csaba Jantyik am Csokonai-Theater in A dzsungel könyve, ein ungarisches Musical, das auf dem Dschungelbuch basiert.
Er besuchte die Schauspielklasse Bagossy-Pelsõczy-Rába an der Universität für Theater und Filmkunst in Budapest und machte dort 2016 seinen Abschluss. Seitdem ist er Ensemblemitglied des István-Örkény-Theaters in Budapest.
Zsombor Jéger ist zudem in Ungarn ein bekannter Synchronsprecher. Er war die ungarische Stimme von Harry Styles in Dunkirk, Ansel Elgort in Baby Driver, Timothée Chalamet in Call Your Name und von Lucas Hedges. Einem breiteren Publikum wurde er auch durch seine Rolle in dem Film Jupiter’s Moon von Kornél Mundruczó bekannt, der im Mai 2017 bei den Filmfestspielen in Cannes seine Premiere feierte und dort für die Goldene Palme nominiert war.

## Filmografie (Auswahl)
- 2009: A hullamosó szerelme
- 2010: Around Hell
- 2017: Jupiter’s Moon (Jupiter holdja)

## Theater- und Musicalengagements
- 1995: A dzsungel könyve
- Appearance